# Gaius Baltar
Gaius Baltar je fiktivní postava seriálu Battlestar Galactica.
Na začátku minisérie je zapleten do vztahu s krásnou blond ženou. Protože věří, že pracuje pro společnost v obranném průmyslu a protože s ní chce udržet vztah, umožní jí přístup ke koloniálním obranným systémům. Ona mu výměnou za to pomůže navrhnout navigační program používaný koloniálními válečnými loděmi a tajně v programu vytvoří zadní vrátka. Když Cyloni zaútočí, jsou schopni proniknout zabezpečením firewall a tím úplně vyřadit počítačové systémy jakékoliv lodě Koloniální flotily, čímž ji vyřadí z provozu. V den útoku odhalí, že je Cylonka (známá jako Number Six) s lidským tělem a že využila informací ke zničení koloniální obrany.
Baltar utíká z Capricy, když se Karl Agathon (Helo) vzdá svého místa na raptoru, protože cítí, že život známého vědce je důležitější než jeho vlastní. Raptor se vrací na Galacticu, kde Baltar získá přízeň Laury Roslin, nové prezidentky Dvanácti kolonií a doufá, že utají svůj podíl na vyhubení lidstva.
Později ve flotile je Baltar pronásledovaný pro všechny smysly dokonale realistickým viděním Number Six, s kterou si často povídá a poslouchá její pokyny. Neví jestli za vidění může čip, který mu podle ní implantovala Number Six do mozku ještě na Caprice, nebo jestli je jenom obrazem jeho vlastní mysli. Později ona sama říká že je anděl boží, který byl seslán aby ho vedl.